# Coppa J.League 2014
La J.League Cup 2014 (2014年のJリーグカップ?), denominata Coppa Yamazaki Nabisco per ragioni di sponsorizzazione, è stata la ventiduesima edizione della Coppa di Lega nipponica di calcio. È stata vinta dai Gamba Osaka.

## Formula
Il regolamento prevedeva una prima fase a gironi a cui prendono parte tutte le squadre della J.League Division 1, ad eccezione dei quattro club qualificatisi in AFC Champions League, che presero parte alla competizione a partire dai quarti di finale.
La vincitrice si qualificava alla Coppa Suruga Bank 2015.

## Risultati

### Fase a gruppi

#### Gruppo A
| Arbitro: | Matsuo |

|                   |           |  |
| Lins 47’ Sato 53’ | Marcatori |  |

| Arbitro: | Murakami |

|                            |           |              |
| Kawano 8’ Ota 10’ Mita 71’ | Marcatori | 73’ Motoyama |

| Arbitro: | Yoshida |

|                                         |           |  |
| Nagasawa 21’ Omae 32’ Novaković 68’ 74’ | Marcatori |  |

| Arbitro: | David |

|            |           |                |
| Kamata 62’ | Marcatori | 77’ (rig.) Edu |

| Arbitro: | Nishimura |

|                                        |           |              |
| Davi 38’ Umebachi 83’ Luís Alberto 87’ | Marcatori | 22’ Hayasaka |

| Arbitro: | Tojo |

|              |           |  |
| Nagasawa 33’ | Marcatori |  |

| Arbitro: | Maeda |

|          |           |                        |
| Muto 60’ | Marcatori | 41’ Nozawa 83’ Akasaki |

| Arbitro: | Yamamoto |

|  |           |                               |
|  | Marcatori | 35’ Muto 48’ Edu 89’ Hirayama |

| Arbitro: | Imamura |

|            |           |                     |
| Yajima 42’ | Marcatori | 34’ Omori 73’ Ogawa |

| Arbitro: | Enomoto |

|             |           |                                  |
| Edu 18’ 87’ | Marcatori | 8’ Takagi 21’ Omae 57’ Novaković |

| Arbitro: | Imamura |

|                        |           |          |
| Kurata 4’ Yonekura 80’ | Marcatori | 72’ Davi |

| Arbitro: | Okabe |

|                                            |           |                 |
| Matsumura 42’ Marquinhos 54’ Morioka 90+3’ | Marcatori | 89’ 90+4’ Bando |

| Arbitro: | Hirose |

|               |           |                      |
| Novaković 63’ | Marcatori | 33’ Jung 87’ Iwanami |

| Arbitro: | Nakamura |

|                                   |           |  |
| Taniguchi 32’ (rig.) Kiyotake 57’ | Marcatori |  |

| Arbitro: | Pawel |

|                           |           |              |
| Usami 16’ 53’ Nishino 68’ | Marcatori | 33’ Tokunaga |

| Arbitro: | Kimura |

|             |           |  |
| Akamine 66’ | Marcatori |  |

| Arbitro: | Matsuo |

|  |           |                                  |
|  | Marcatori | 9’ Sugiura 57’ Oya 75’ Hashimoto |

| Arbitro: | Fukushima |

|                         |           |  |
| Toyoda 39’ Mizunuma 76’ | Marcatori |  |

| Arbitro: | Ogiya |

|                                |           |  |
| Doi 16’ Akasaki 26’ Endo 90+3’ | Marcatori |  |

| Arbitro: | Iemoto |

|  |           |                      |
|  | Marcatori | 44’ Yasuda 57’ Ikeda |

| Arbitro: | Murakami |

|                               |           |              |
| Morioka 1’ Pedro Jùnior 90+3’ | Marcatori | 37’ Fujimura |

##### Classifica
| Pos. | Squadra         | Pt | G | V | N | P | GF | GS | DR |
| ---- | --------------- | -- | - | - | - | - | -- | -- | -- |
| 1.   | Gamba Osaka     | 12 | 6 | 4 | 0 | 2 | 9  | 4  | +5 |
| 2.   | Vissel Kōbe     | 12 | 6 | 4 | 0 | 2 | 10 | 9  | +1 |
| 3.   | Sagan Tosu      | 9  | 6 | 3 | 0 | 3 | 9  | 8  | +1 |
| 4.   | Kashima Antlers | 9  | 6 | 3 | 0 | 3 | 10 | 10 | 0  |
| 5.   | Shimizu S-Pulse | 9  | 6 | 3 | 0 | 3 | 9  | 9  | 0  |
| 6.   | FC Tokyo        | 7  | 6 | 2 | 1 | 3 | 10 | 10 | 0  |
| 7.   | Vegalta Sendai  | 4  | 6 | 1 | 1 | 4 | 4  | 11 | -7 |

#### Gruppo B
| Arbitro: | Takayama |

|             |           |                           |
| Douglas 87’ | Marcatori | 16’ 24’ Suzuki 73’ Tanaka |

| Arbitro: | Fukushima |

|  |           |               |
|  | Marcatori | 30’ Cristiano |

| Arbitro: | Okabe |

|                                |           |             |
| Tanaka 43’ (rig.) Watanabe 79’ | Marcatori | 17’ Umesaki |

| Arbitro: | Kubota |

|               |           |                      |
| Cristiano 84’ | Marcatori | 3’ Leandro Domingues |

| Arbitro: | Enomoto |

|                                |           |                              |
| Kim 17’ Tanaka 29’ Koizumi 89’ | Marcatori | 49’ Tulio 51’ Yada 60’ Ogawa |

| Arbitro: | Paul |

|                  |           |               |
| Lee 16’ Aoki 87’ | Marcatori | 30’ Hashimoto |

| Arbitro: | Ogiya |

|               |           |               |
| Hashimoto 37’ | Marcatori | 55’ Hashimoto |

| Arbitro: | Iemoto |

|              |           |  |
| Suzuki 90+3’ | Marcatori |  |

| Arbitro: | Murakami |

|                                                         |           |                                   |
| Sakano 32’ Yajima 50’ Kinoshita 85’ (aut.) Hamada 90+1’ | Marcatori | 19’ Kubota 61’ Kogure 68’ Douglas |

| Arbitro: | Takayama |

|  |           |                    |
|  | Marcatori | 61’ Tulio 83’ Yano |

| Arbitro: | Fukushima |

|                                   |           |  |
| Tanaka 9’ Barada 34’ Watanabe 58’ | Marcatori |  |

| Arbitro: | Kubota |

|                  |           |                                          |
| Osaki 25’ (rig.) | Marcatori | 5’ 45+3’ Mizuno 20’ Cristiano 90’ Fukuda |

| Arbitro: | Kimura |

|                                  |           |  |
| Cristiano 34’ 44’ Kawamoto 90+2’ | Marcatori |  |

| Arbitro: | Yoshida |

|  |           |                |
|  | Marcatori | 88’ (aut.) Ono |

| Arbitro: | Ikeuchi |

|                      |           |         |
| Tamada 28’ Ogawa 47’ | Marcatori | 26’ Kim |

| Arbitro: | Okabe |

|               |           |                     |
| Cristiano 53’ | Marcatori | 8’ Nasu 74’ Umesaki |

| Arbitro: | Ogiya |

|           |           |  |
| Tulio 85’ | Marcatori |  |

| Arbitro: | Sato |

|            |           |             |
| Hamada 52’ | Marcatori | 85’ Kikuchi |

| Arbitro: | Iida |

|                                                    |           |                       |
| Kashiwagi 18’ Lee 40’ 76’ Makino 60’ Sekiguchi 88’ | Marcatori | 23’ Nagai 72’ Matsuda |

| Saitama 1º giugno 2014, ore 15:00 UTC+9 | Omiya Ardija | 0 – 0 | Albirex Niigata | NACK5 Stadium Omiya (7.902 spett.)\| Arbitro: \| Kubota \| |
| Arbitro:                                | Kubota       |       |                 |                                                            |

| Arbitro: | Enomoto |

|                                            |           |           |
| Tanaka 40’ (rig.) Kudo 45’ 54’ Leandro 67’ | Marcatori | 83’ Osaki |

##### Classifica
| Pos. | Squadra          | Pt | G | V | N | P | GF | GS | DR  |
| ---- | ---------------- | -- | - | - | - | - | -- | -- | --- |
| 1.   | Urawa Reds       | 15 | 6 | 5 | 0 | 1 | 15 | 9  | +6  |
| 2.   | Kashiwa Reysol   | 11 | 6 | 3 | 2 | 1 | 11 | 5  | +6  |
| 3.   | Ventforet Kofu   | 10 | 6 | 3 | 1 | 2 | 10 | 5  | +5  |
| 4.   | Nagoya Grampus   | 10 | 6 | 3 | 1 | 2 | 10 | 10 | 0   |
| 5.   | Albirex Niigata  | 8  | 6 | 2 | 2 | 2 | 7  | 8  | -1  |
| 6.   | Omiya Ardija     | 3  | 6 | 0 | 3 | 3 | 3  | 9  | -6  |
| 7.   | Tokushima Vortis | 1  | 6 | 0 | 1 | 5 | 8  | 18 | -10 |

### Fase a eliminazione diretta

#### Quarti di finale

##### Andata
| Arbitro: | Yamamoto |

|                        |           |              |
| Iwamasa 22’ Koroki 25’ | Marcatori | 33’ Kakitani |

| Arbitro: | Iida |

|               |           |                      |
| Nakamachi 65’ | Marcatori | 63’ Leandro 74’ Kudo |

| Arbitro: | Takayama |

|              |           |                                           |
| Minamino 33’ | Marcatori | 7’ Oshima 67’ Moriya 71’ (rig.) Renatinho |

| Arbitro: | Murakami |

|                |           |           |
| Marquinhos 64’ | Marcatori | 11’ Usami |

##### Ritorno
| Arbitro: | Imamura |

|                    |           |                      |
| Abe 34’ Makino 71’ | Marcatori | 39’ Notsuda 48’ Sato |

| Arbitro: | Tojo |

|                                  |           |              |
| Kudo 31’ Leandro 64’ Eduardo 82’ | Marcatori | 23’ Nakazawa |

| Arbitro: | Murakami |

|                         |           |                                 |
| Renatinho 35’ Ōkubo 58’ | Marcatori | 37’ 75’ Hasegawa 90+1’ Minamino |

| Arbitro: | Yoshida |

|                             |           |  |
| Abe 2’ Usami 28’ Kurata 83’ | Marcatori |  |

#### Semifinali

##### Andata
| Arbitro: | Yoshida |

|              |           |  |
| Satō 41’ 50’ | Marcatori |  |

| Arbitro: | Iida |

|                                   |           |              |
| Yonekura 16’ Usami 28’ Patric 49’ | Marcatori | 90+2’ Tanaka |

##### Ritorno
| Arbitro: | Iemoto |

|                 |           |              |
| Leandro 38’ 51’ | Marcatori | 51’ Ishihara |

| Arbitro: | Tōjō |

|                                |           |             |
| Ōkubo 9’ Jeci 45+3’ Moriya 51’ | Marcatori | 42’ 45’ Abe |

#### Finale
| Arbitro: | Nishimura |

|              |           |                          |
| Satō 20’ 35’ | Marcatori | 38’ 54’ Patric 71’ Omori |